# Pseudogmothela rehni
Pseudogmothela rehni is een rechtvleugelig insect uit de familie veldsprinkhanen (Acrididae). De wetenschappelijke naam van deze soort is voor het eerst geldig gepubliceerd in 1910 door Heinrich Hugo Karny. De soort komt voor in zuidelijk Afrika, onder meer in de Kalahari. Ze is genoemd naar de Amerikaanse entomoloog James Abram Garfield Rehn (1881–1965), die een specialist was in de rechtvleugeligen.